# Lachmirowicki Potrzymiech
Lachmirowicki Potrzymiech – osada w Polsce, położona w województwie kujawsko-pomorskim, w powiecie inowrocławskim, w gminie Kruszwica.

## Podział administracyjny
W latach 1975–1998 miejscowość należała administracyjnie do województwa bydgoskiego.